# 杉本龍太郎
杉本 龍太郎（すぎもと りゅうたろう、1928年 - ）は、英文学者、大阪女子大学名誉教授。
大阪生まれ。大阪帝国大学文学部英文科卒、同大学院修士課程修了、大阪大学助手、関西学院大学文学部講師、大阪市立大学文学部助教授、大阪女子大学教授、92年定年退官、名誉教授、広島女学院大学教授。英国の形而上詩が専門。

## 著書
- 『形而上詩のすがたと流れ』篠崎書林 1971
- 『英詩の実像 イギリス詩への招待』創元社 1986
- 『英詩の技巧 詩的真実の表現』創元社 1988
- 『英文学の視点から 批評理論と形而上詩』大阪育図書 1995
- 『イギリス詩の軌跡 訳詩作品代表選』大阪教育図書 1996

### 共編著
- A Brief History of English Literature : a Critical Survey, John Cameron McDonald 共著 篠崎書林 1976
- 『視座と構築 英米文学卒業論文のテーマ』内多毅監修/樋口欣三・内田能嗣共編集 篠崎書林 1984
- 『教養のためのイギリスの文学』内田能嗣共編 東海大学出版会 1985
- 『イギリス文学評論』全4巻 内田能嗣共編 創元社 1986-92
- 『愛と死 エロスのゆくえ』内田能嗣、深澤俊共編 創元社 1987
- 『英語・英米文学ハンドブック』内田能嗣共編 創元社 1988
- 『イギリス詩入門』編 創元社 1990
- 『イギリス文学展望 ルネサンスから現代まで』』内多毅監修/内田能嗣、深沢俊共編 山口書店 1992
- 『イギリス文学を読む 流れと諸相』内田能嗣共編 創元社 1994
- 圓月勝博・鈴木善三・鈴木雅之共著『講座英米文学第二巻詩2』大修館書店 2001

### 記念論文集
- 『英語・英米文学のエートスとパトス 杉本龍太郎教授古稀記念論文集』大阪教育図書 2000

## 論文
- Cinii